# Massaker von Lipa

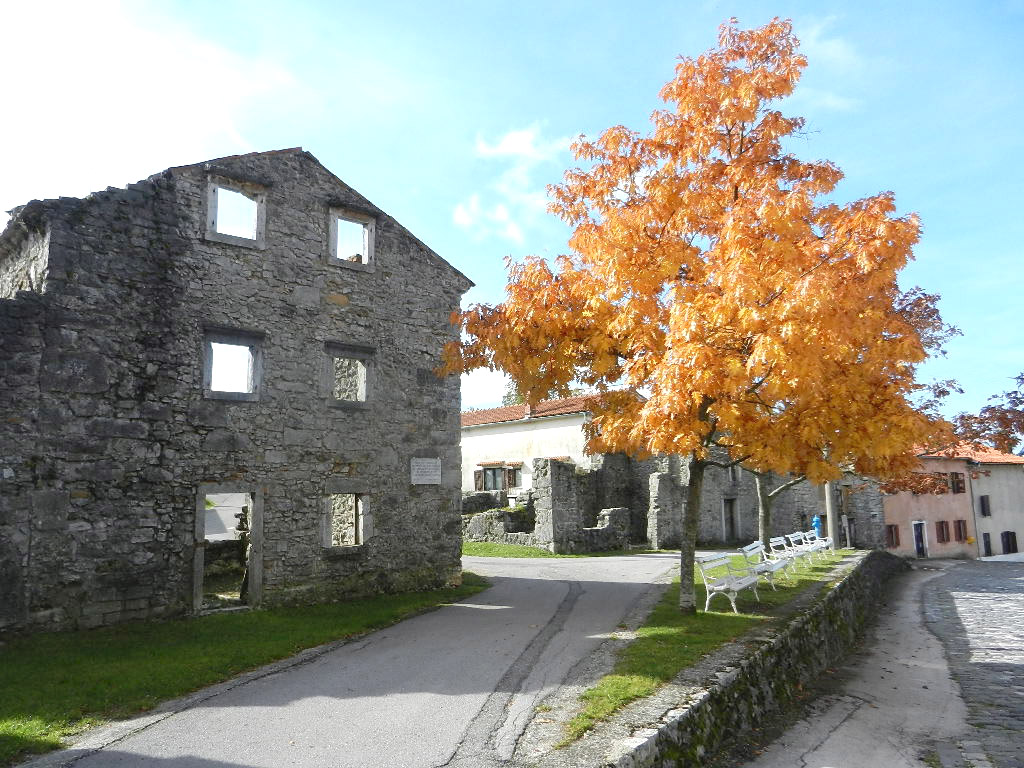
Zwei zerstörte Häuser in Lipa, die an das Massaker erinnern

Das Massaker von Lipa fand am 30. April 1944 in Lippa (ital. geschrieben) statt, in einem Dorf der Gemeinde Elsane in der seit 1924 zum Königreich Italien gehörenden Provinz Fiume. Der Ort, der heute in Kroatien liegt, befand sich damals in der Operationszone Adriatisches Küstenland, in der die Wehrmacht und die der SS unterstellte Polizei des Reichsgebiets, nebst einer deutsch-italienischen Zivilverwaltung die Macht ausübte. Getötet wurden in dem Massaker 269 Menschen.

## Vorgeschichte

Operationszone Adriatisches Küstenland (rot)

Die Operationszone Adriatisches Küstenland entstand, als die Regierung Badoglio am 8. September 1943 den Waffenstillstand mit den Alliierten bekannt gab und die Besetzung Italiens durch deutsche Truppen als Fall Achse eingeleitet wurde. Das Deutsche Reich richtete für Benito Mussolini in Norditalien die Italienische Sozialrepublik (RSI) als faschistischen Satellitenstaat ein. Von diesem Marionettenstaat trennte das Deutsche Reich im Nordosten des damaligen Italiens zwei Operationszonen ab, deren Grenzen sich nicht nach Staaten richteten, sondern nach militärischen Erfordernissen. Die Operationszone Adriatisches Küstenland reichte etwa von Udine bis Laibach.
Militärbefehlshaber in der Operationszone war seit dem 10. Oktober 1943 der General der Gebirgsjäger Ludwig Kübler, der 1947 als Kriegsverbrecher hingerichtet wurde. Ihm unterstanden alle dortigen deutschen Militäreinheiten; die Polizei und die SS befehligte der SS-Standartenführer Odilo Globocnik.

## Massaker

### Militärische Lage
In der Operationszone Ariatisches Küstenland gab es starke Partisanenorganisationen, die den deutschen und RSI-Streitkräften zahlreiche Verluste zufügte. Beispielsweise verloren Küblers Einheiten vom 1. Januar bis zum 15. Februar 1944 entweder durch Tod oder Verwundung 501 Mann. Darauf reagierte General Kübler am 24. Februar 1944 mit dem Korpsbefehl Nr. 9 mit brutaler und unmenschlicher Härte. Die angeordneten Maßnahmen liefen darauf hinaus, dass schonungslose Plünderungen, Brandstiftungen von zivilem Eigentum und die Tötung der Zivilbevölkerung als wirksames Mittel zur Bekämpfung der „Partisanenbanden“ gedeckt waren und dass diejenigen Soldaten, die diesen Befehlen nicht folgten, sich harten Strafen aussetzten.

### Unternehmen Braunschweig
Vom 24. April bis 6. Mai fand im Südosten des heutigen Istriens eine Militäroperation unter dem Decknamen Unternehmen Braunschweig statt, das einer sogenannten Bandenbekämpfung dienen sollte und von Globocnik geleitet wurde. Das Unternehmen fand zuerst im Gebiet von Sappiane, Ciceria, Mattuglie und gegen Ende zwischen Pisino bis Rovinj statt. An der militärischen Maßnahme nahmen teil: Einheiten der 278. Infanterie-Division, des SS-Karstwehr-Bataillons, III. Bataillon/SS-Polizeiregiments 15, I. Bataillon des SS-Polizeiregiments „Bozen“, eine Abteilung des Polizeiregiments zbV „Alpenvorland“, eine EGr unter Führung von SS-Sturmbannführer Ernst Weimann, eine 150 Mann starke Miliz und eine Einheit der SiPo- und SD-Außenstelle Pola unter dem Kommando des SS-Obersturmführers Helmut Prasch.

### Lipa
Im Rahmen des Unternehmens Braunschweig wurde am Nachmittag des 30. April 1944 das Dorf Lipa umstellt. Welche Einheiten an dem Massaker in Lipa beteiligt waren, lässt sich nicht mehr nachvollziehen, den größten Anteil wird dem SS Karstwehr-Bataillon zugeschrieben. Nachdem das Dorf umstellt war, drangen die Einheiten ein, plünderten und töteten 269 Bewohner, vor allem Frauen, Kinder und ältere Menschen. Unter den 269 Personen waren 96 Kinder im Alter von 7 Monaten bis 18 Jahren. Die Soldaten und die Milizionäre verbrannten die Leichen, plünderten und zerstörten die Häuser. Insgesamt 87 Häuser und 85 Ställe des Dorfes wurden niedergebrannt sowie 367 Stück Vieh geraubt. Lediglich zwei Frauen haben das Massaker überlebt, weil sie Milch zu den Partisanen brachten, die sich in den in der Umgebung liegenden Bergen versteckten. Das zerstörte Dorf war lange unbewohnbar, heute (2018) wohnen dort wieder 125 Personen.

Bilder vom Militäreinsatz in Lipa
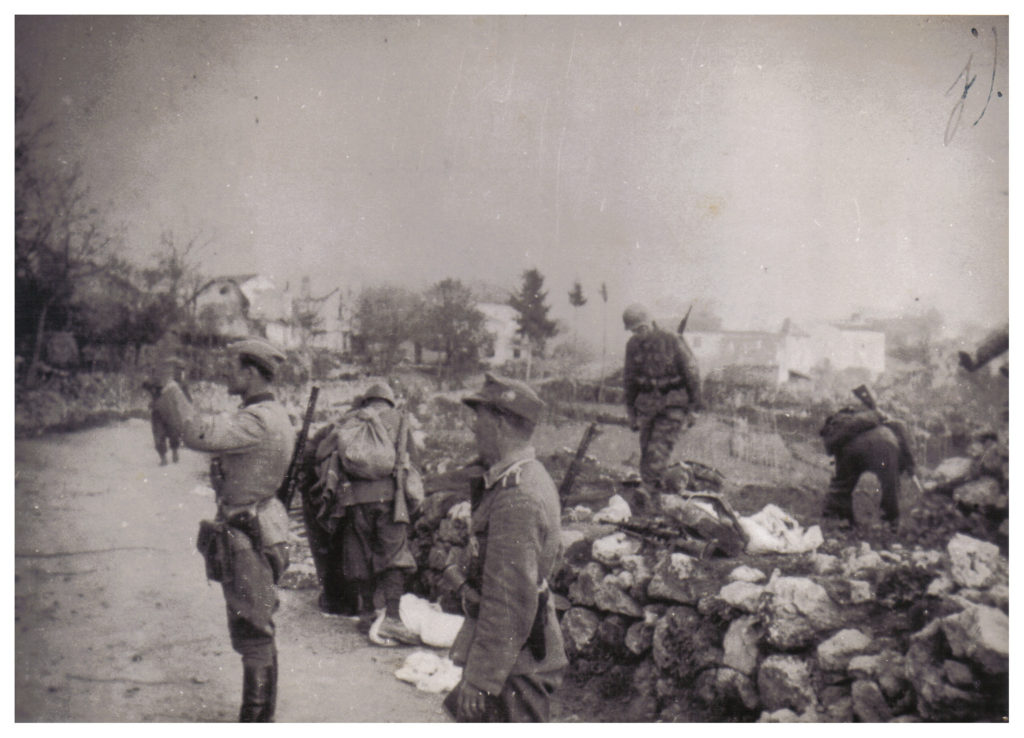
Militäreinsatz in Lipa (links: SS-Obersturmführer Josef Oberhauser)
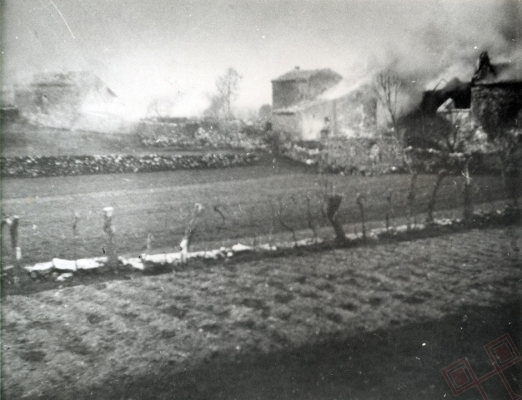
Das brennende Lipa

## Museum und Gedenken

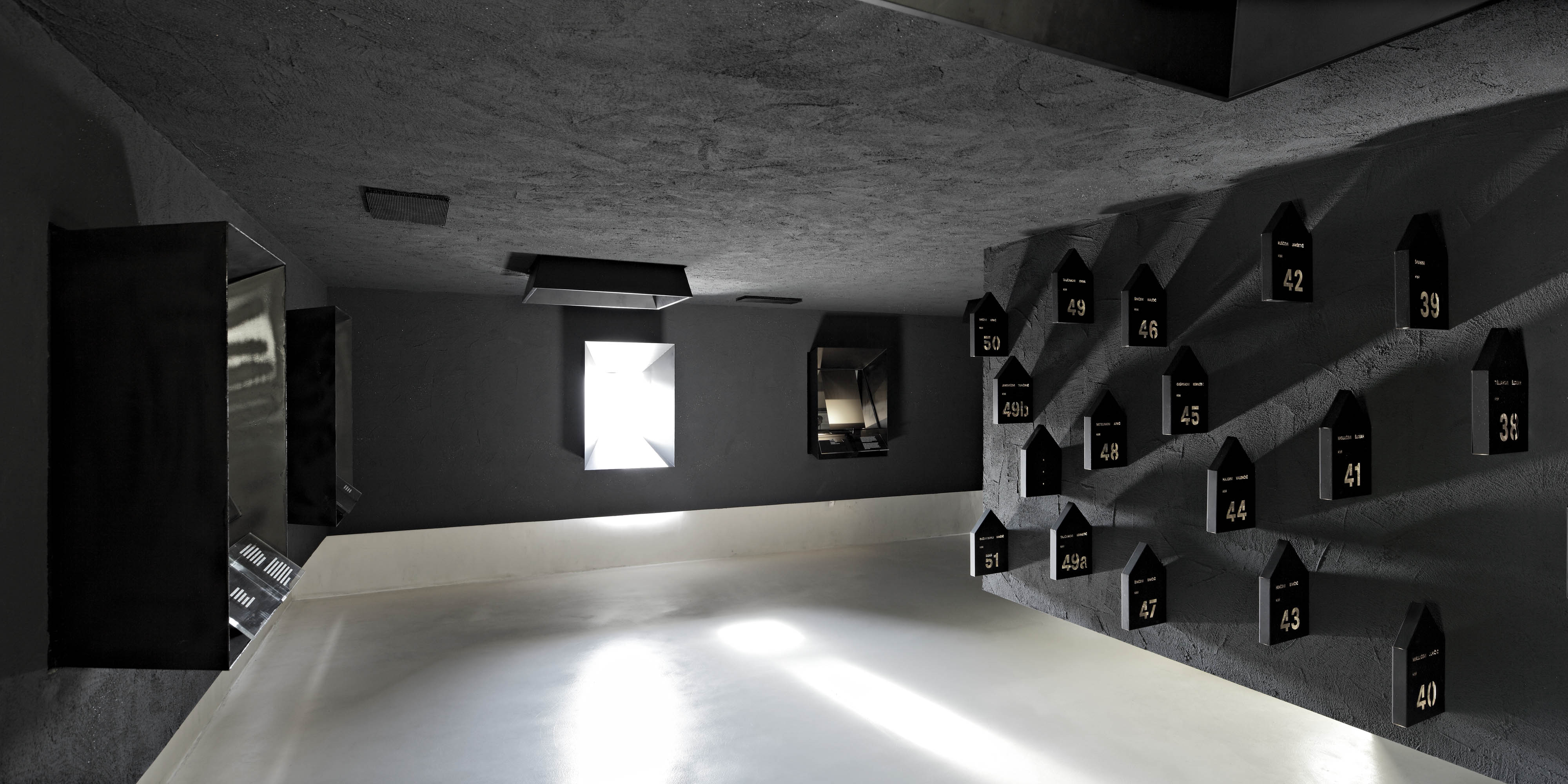
Ein Innenraum des Museums in Lipa

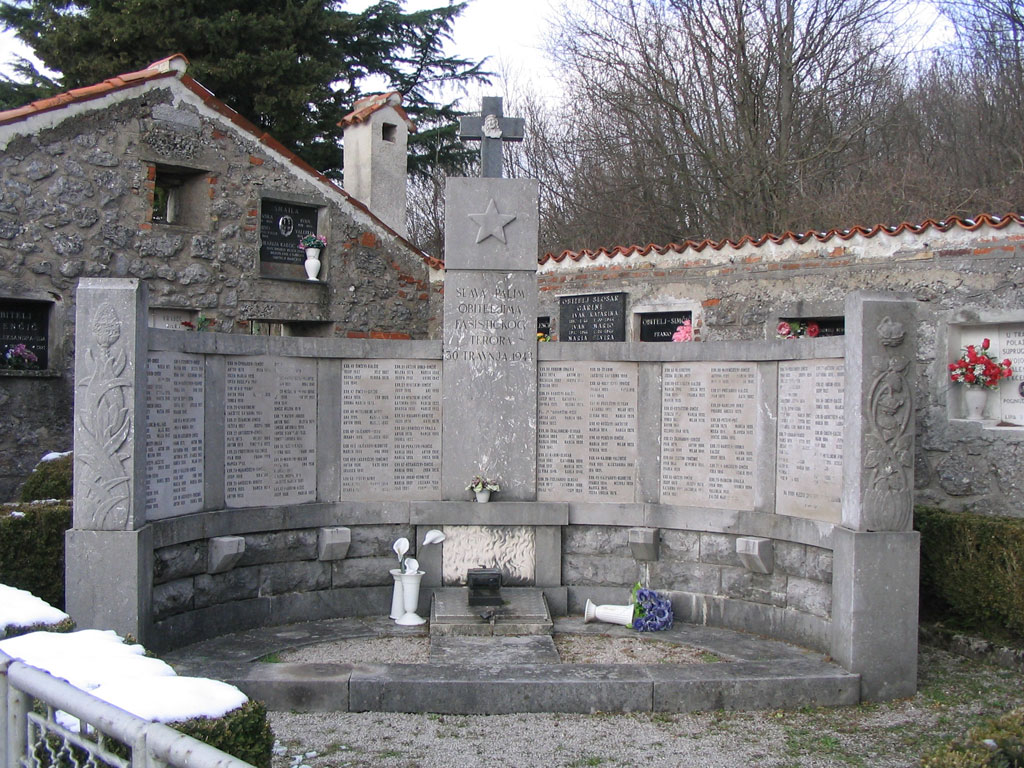
Das Denkmal mit Namen der Opfer in Lipa

In Lipa wurde April 2015 ein Museum errichtet, das Memorijalni Lipa Pamti (deutsch: Lipa-Geschichtsmuseum), das sich der Geschichte des Liburnischen Karstlands mit einem Schwerpunkt der Ereignisse von Lipa widmet. Das neue Museum entstand aus dem Geschichtsmuseums, das von 1968 bis 1989 existierte. Betrieben wird das heutige Museum als Außenstelle des Pomorski i povijesni muzej Hrvatskog primorja Rijeka (deutsch: Geschichts- und Seefahrtsmuseum Rijeka) in Rijeka, Kroatien.
Den Opfern wurde ein Denkmal gesetzt.